# 教職大学院
教職大学院（きょうしょくだいがくいん）は、専門性の高い教員を養成することを目的に展開する専門職大学院である。修業年限は標準で2年。各校が定める在学期間を在学し、各校が定める45単位以上を修得すること等で修了すると、教職修士（専門職）の学位が授与される。
戦後の日本の教員養成は、大学（短期大学を含む）などの教員養成機関を中心に行われてきた。文部科学省の中央教育審議会は、教員に対するより高い専門性を求める社会的な要求に応えるため、教員養成を大学院に移行することに関する審議を行った。教員免許状制度とは直接の関係を有しないものの、教職大学院は、2008年4月1日（平成20年度）からの開設である。
平成19年3月1日付にて、文部科学省より教職大学院設立に関する省令等（専門職大学院設置基準及び学位規則の一部を改正する省令等）が公布されており、平成19年4月1日に施行された。

## 設置している大学
2020年現在、国立大学47校、私立大学7校の計54大学に設置されている。カッコ内は定員数。私立大学は★。それ以外は国立大学。公立大学への設置例は現在のところない。

### 北海道地方
- 北海道教育大学 (45)

### 東北地方
- 弘前大学 (18)
- 岩手大学 (16)
- 宮城教育大学 (32)
- 秋田大学 (20)
- 山形大学 (20)
- 福島大学 (16)

### 関東地方
- 茨城大学 (15)
- 宇都宮大学 (18)
- 群馬大学 (20)
- 埼玉大学 (20)
- 千葉大学 (20)
- 東京学芸大学 (210)
- 横浜国立大学 (15)
- 聖徳大学 (15) ★
- 創価大学 (25) ★
- 玉川大学 (20) ★
- 帝京大学 (30) ★
- 早稲田大学 (60) ★

### 中部地方
- 新潟大学 (20)
- 上越教育大学 (170)
- 富山大学 (14)
- 金沢大学 (15)
- 福井大学 (60、奈良女子大学、岐阜聖徳学園大学の2つの大学との連合）
- 山梨大学 (38)
- 信州大学 (30)
- 岐阜大学 (25)
- 静岡大学 (45)
- 愛知教育大学 (120)
- 常葉大学 (20) ★

### 近畿地方
- 三重大学 (14)
- 滋賀大学 (20)
- 京都教育大学 (60、京都産業大学、京都女子大学、京都橘大学、同志社大学、同志社女子大学、佛教大学、龍谷大学の7つの私立大学との連合)
- 大阪教育大学 (150、関西大学、近畿大学の2つの私立大学との連合)
- 兵庫教育大学 (155)
- 奈良教育大学 (25)
- 和歌山大学 (30)
- 立命館大学 (35) ★

### 中国地方
- 島根大学 (17)
- 岡山大学 (45)
- 広島大学 (30)
- 山口大学 (28)

### 四国地方
- 鳴門教育大学 (180)
- 香川大学 (20)
- 愛媛大学 (40)
- 高知大学 (15)

### 九州・沖縄地方
- 福岡教育大学 (40)
- 佐賀大学 (20)
- 長崎大学 (28)
- 熊本大学 (30)
- 大分大学 (20)
- 宮崎大学 (20)
- 鹿児島大学 (16)
- 琉球大学 (20)

## その他
関東所在5女子大学（日本女子大学、実践女子大学、東京家政大学、昭和女子大学、大妻女子大学）にて、2011年4月開設の予定で共同教職大学院の設置申請を文部科学省に対して行ったが、2009年7月に昭和女子大学の研究科長就任予定准教授の経歴に虚偽があったことが発覚し、5校とも申請を取り下げている。